# La Haye Sainte

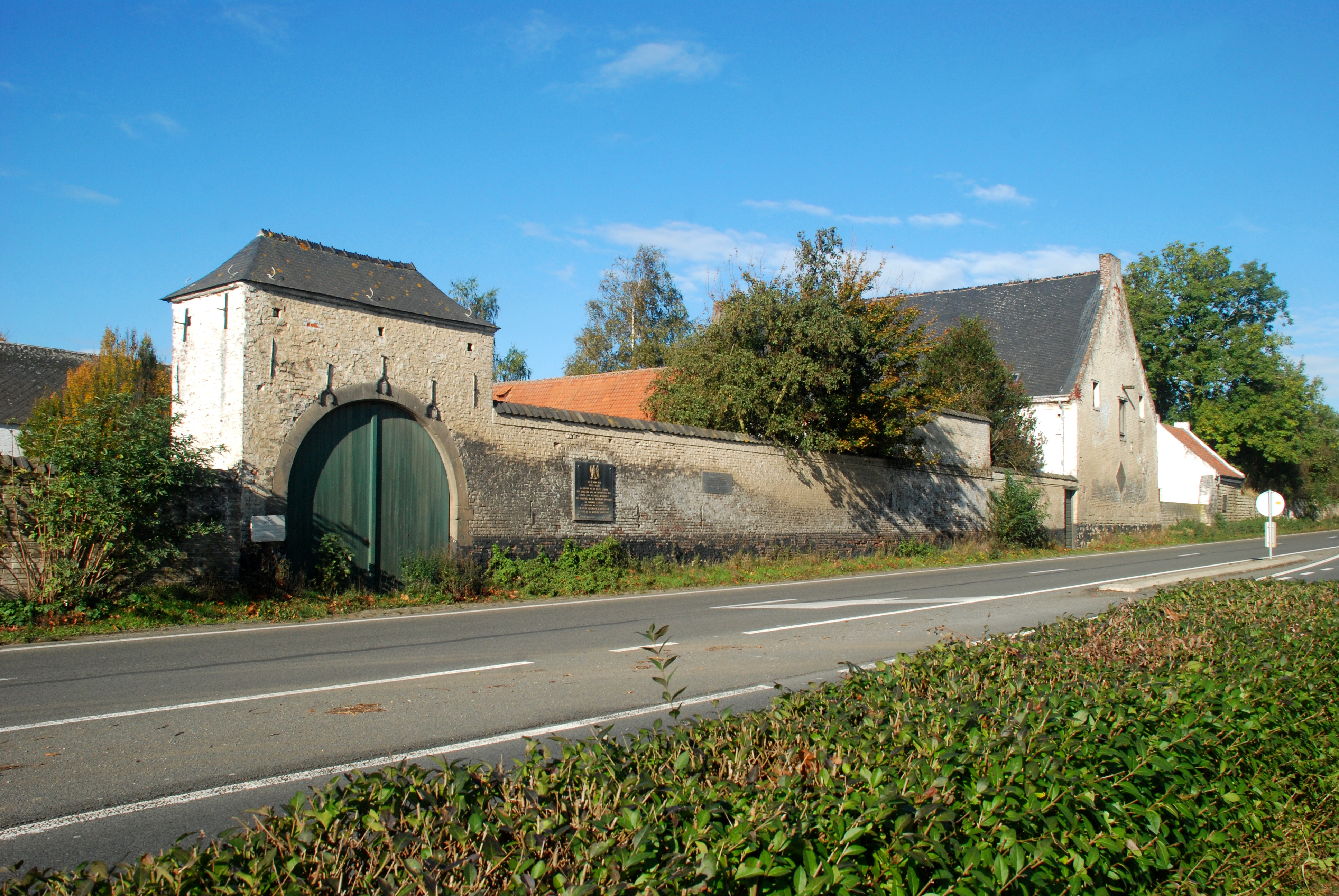
La Haye Sainte vista a partir da estrada.

La Haye Sainte (Cobertura Sagrada) é uma casa de fazenda murada, no sopé de uma escarpa na estrada Charleroi-Bruxelas. Ele mudou muito pouco desde que desempenhou um papel muito importante na batalha de Waterloo em 18 de junho de 1815. A estrada leva de La Belle Alliance, onde Napoleão Bonaparte tinha o seu quartel-general, na manhã da batalha, por onde o centro da linha de frente francesa foi localizado, a uma encruzilhada no cume, que está no topo da escarpa e depois para Bruxelas. O duque de Wellington colocou a maioria de suas forças em ambos os lados da estrada de Bruxelas por trás do cume do lado de Bruxelas. Isso manteve a maior parte de suas forças fora da vista da artilharia francesa. Durante a noite de 17 a 18, a principal porta para o pátio da fazenda foi usada como lenha pelas tropas de ocupação. Portanto, quando a King's German Legion (KGL) estava estacionada na fazenda na manhã da batalha, eles tinham que fortalecer apressadamente La Haye Sainte. As tropas eram a 2nd Light Battalion KGL comandada pelo major Georg Baring , e parte do 1st Light Battalion KGL. Durante a batalha, eles foram apoiados pela 1/2 Nassau Regiment e a companhia leve do 5th Line Battalion KGL. A maioria destes soldados estavam armados com o Rifle Baker, ao contrário do normal, o mosquete Brown Bess do exército britânico.